# Wittlaer
Wittlaer (hochdeutsche Aussprache [ˈvɪtlaːʁ] mit Dehnungs-e) ist ein Stadtteil von Düsseldorf im Stadtbezirk 5 und erstreckt sich am Ostufer des Niederrheins nördlich von Kaiserswerth in Nordrhein-Westfalen. Der Stadtteil umfasst die alten Orte Dorf Bockum, Einbrungen, Froschenteich und Dorf Wittlaer. Die nördliche Stadtteilgrenze von Wittlaer bildet gleichzeitig die Stadtgrenze von Düsseldorf mit Duisburg. Bis ungefähr zur Mitte des 20. Jahrhunderts lebten auch zwei Rheinfischerfamilien in Wittlaer, ansonsten vorwiegend Bauern.
Wittlaer ist heute ein beliebter und teurer Wohnvorort Düsseldorfs. Die Geschichte der vormals selbstständigen Gemeinde im Amt Angerland reicht bis ins 12. Jahrhundert zurück. Die Dorfkirche wurde bereits in einer Urkunde des Erzbistums Köln Ende des 13. Jahrhunderts erwähnt. In dieser Urkunde, datiert vom 17. Oktober 1292, überschreibt der Erzbischof Siegfried von Köln dem Frauenkloster von Vilich die Einkünfte der Pfarrkirchen von Himmelgeist und Wittlaer.
Am 1. Januar 1975 wurde Wittlaer nach Düsseldorf eingemeindet. Im Dorf Wittlaer befindet sich der niedrigste Punkt Düsseldorfs: die Mündung des Schwarzbachs in den Rhein 28 m ü. NN.
Im Stadtteil befinden sich auch die Wasserwerke Wittlaer und Bockum der Stadtwerke Duisburg. Mit ihren bis zu 26.000 Kubikmetern pro Tag versorgen die beiden Werke das Duisburger Stadtgebiet südlich der Ruhr auf beiden Seiten des Rheins.
Wittlaer ist Düsseldorfs reichster Stadtteil. Das jährliche Durchschnittseinkommen liegt hier bei 99.021 Euro (Stand 31. Dezember 2007).

## Verkehr
Die Stadtbahnlinie U 79 (ehem. D-Bahn) der Rheinbahn AG und der Duisburger Verkehrsgesellschaft AG verbindet Wittlaer mit Düsseldorf und Duisburg-Meiderich und schließt Wittlaer damit an die Stadtbahn Rhein-Ruhr an. Der Düsseldorfer Flughafen ist in etwa 15 Minuten mit dem Auto erreichbar sowie mit der durchgehenden Buslinie 760. Innerhalb Wittlaers dient diese Buslinie, beginnend in Bockum, als Zubringer zur Stadtbahnlinie U 79.
| Linie | Verlauf | Takt                                      |
| ----- | --- | ----------------------------------------- |
| U 79  | ( U DU-Meiderich Bf 1 – U Auf dem Damm – ) U Duissern2 – U Duisburg Hbf – U König-Heinrich-Platz – U Steinsche Gasse – Platanenhof – Musfeldstraße – Kremerstraße – Karl-Jarres-Straße – Grunewald – Grunewald Betriebshof – Kulturstraße – Im Schlenk – Waldfriedhof – Münchener Straße – Sittardsberg – Mühlenkamp – St. Anna Krankenhaus – Angerbogen (nie in Betrieb genommen) – DU-Kesselsberg3 – D-Froschenteich – Wittlaer4 – Am Mühlenacker – Kalkumer Schlossallee – Klemensplatz – Kittelbachstraße – Alte Landstraße – Lohausen – Freiligrathplatz – Messe Ost/Stockumer Kirchstraße – Nordpark/Aquazoo – Reeser Platz – Theodor-Heuss-Brücke – Golzheimer Platz – Kennedydamm – U Victoriaplatz/Klever Straße – U Nordstraße – U Heinrich-Heine-Allee – U Steinstraße/Königsallee – U Oststraße – U Düsseldorf Hbf 5 (– U Oberbilker Markt/Warschauer Straße – U Ellerstraße – U D-Oberbilk – Kaiserslauterner Straße – Provinzialplatz – Werstener Dorfstraße – Südpark – D-Universität Ost/Botanischer Garten6 ) Hochflurbetrieb der Rheinbahn und DVG; ehemalige D-Bahn; Abschnitt 4–5 gehört zum ; in den Schulferien gilt ein besonderer Fahrplan. 15-Minuten-Takt auch im Abschnitt 2–6 Sa 5–19 Uhr und im Abschnitt 4–5 Mo–Fr 21–0 Uhr (ab 29.08.2018, davor 20–0 Uhr), Sa 20–0 Uhr und So 5–0 Uhr 30-Minuten-Takt im Abschnitt 2–6 Mo–Fr 19–22 Uhr und Sa 7–20 Uhr und im Abschnitt 1–2 Sa 9–18 Uhr und So 12–19 Uhr | 15 min (1–3) 10/20 min (3–4) 10 min (4–6) |
| 760   | D-Wittlaer-Bockum, Roßpfad – Wittlaer – Schloss Kalkum – Kalkum, Am Flugfeld – Florence-Nightingale-Krankenhaus – Kaiserswerth, Klemensplatz – Lohausen, Nagelsweg – Stockum, Freiligrathplatz – Linienast 1: Messe Ost/Stockumer Kirchstr. – Nordpark/Aquazoo / Linienast 2: Falkenweg – Flughafen Terminal A/B/C – Unterrath, Eckenerstraße – Unterrath – Neu-Lichtenbroich – Ratingen-West, Erfurter Straße – Dieselstraße – Ratingen, Phillipstraße – Hauser Ring – Ratingen Ost \|\| |                                           |

Im Osten des Stadtteils erstreckt sich die B 8. Entlastung wurde im Jahr 2009 durch die neue einige hundert Meter weiter östlich verlaufende Schnellstraße B8n (A 59) erzielt, die zurzeit bereits die A 44, den Flughafen und die Innenstadt mit Wittlaer verbindet und es besteht eine Schnellstraßenverbindung zur A 524 und darüber zur A 59, A 52 und A 3.

## Sehenswürdigkeiten

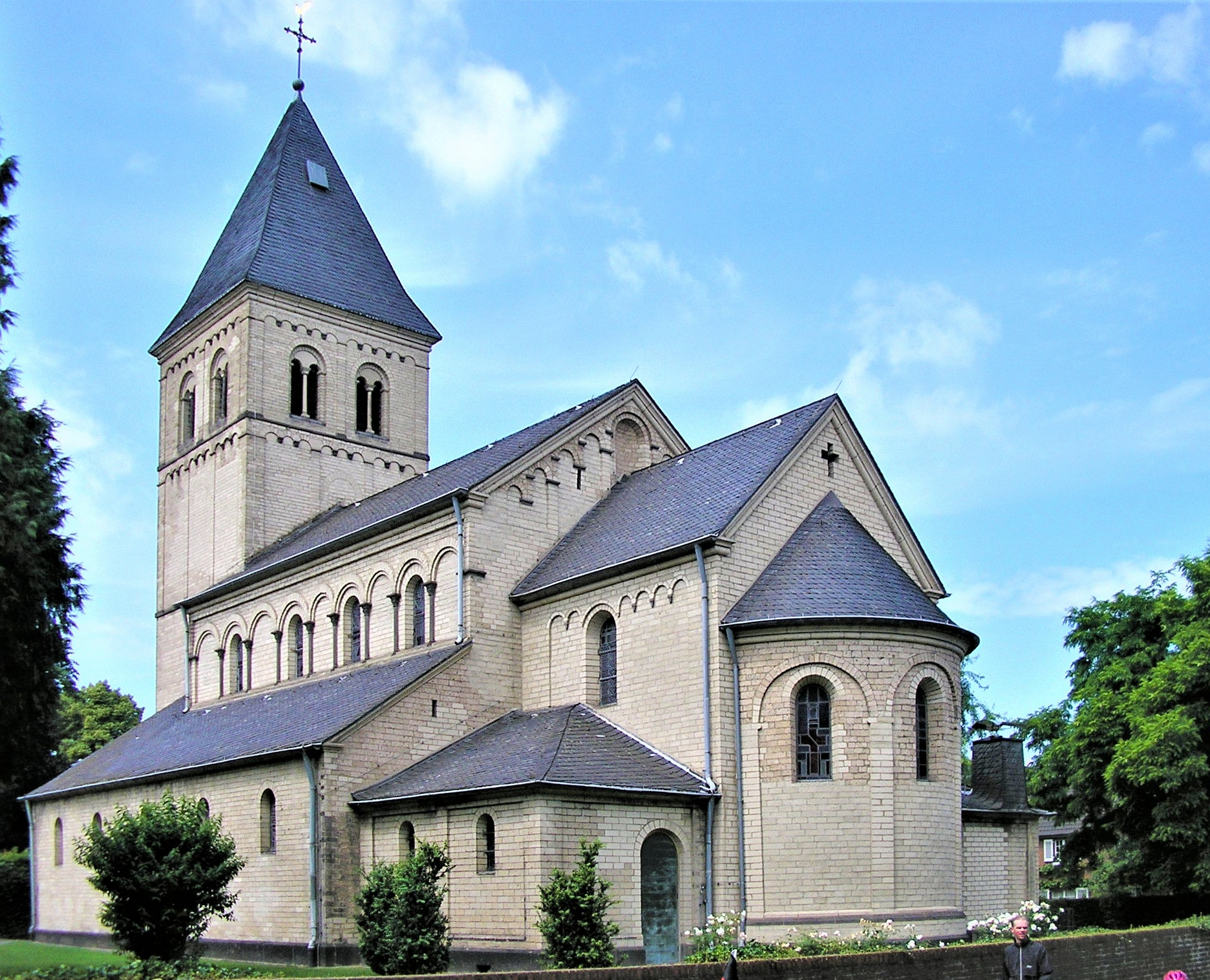
St. Remigius zu Wittlaer

- Römisch-katholische Pfarrkirche St. Remigius; romanische Dorfkirche aus dem 13. Jahrhundert mit barocker Sonnenmonstranz von 1761.[5]
- Zur Pfarrei St. Remigius gehört auch die im 18. Jahrhundert errichtete Hubertuskapelle. Sie befindet sich rund drei Kilometer nordöstlich von Wittlaer im Düsseldorfer Stadtteil Angermund
- Hof Kaldenberg, eine barocke, vierflügelige Hofanlage im Ortsteil Einbrungen
- ehemaliger Gutshof „Haus Melbeck“
- Landschaftsschutzgebiet Rheinaue am Leinpfad
- Mündung vom Schwarzbach in Rhein
- einige weitere denkmalgeschützte Bauwerke

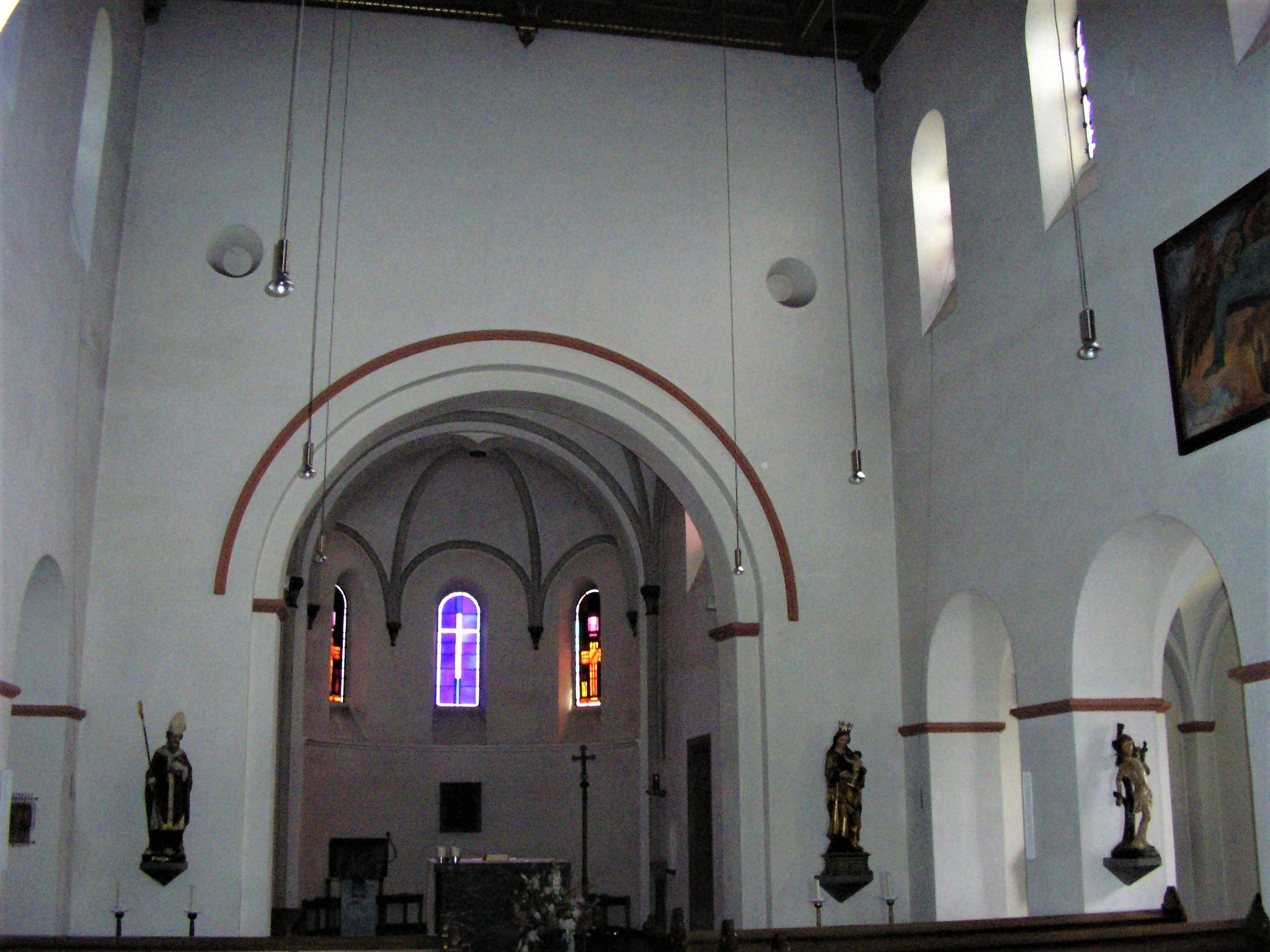
Blick in das Hauptschiff der katholischen Kirche
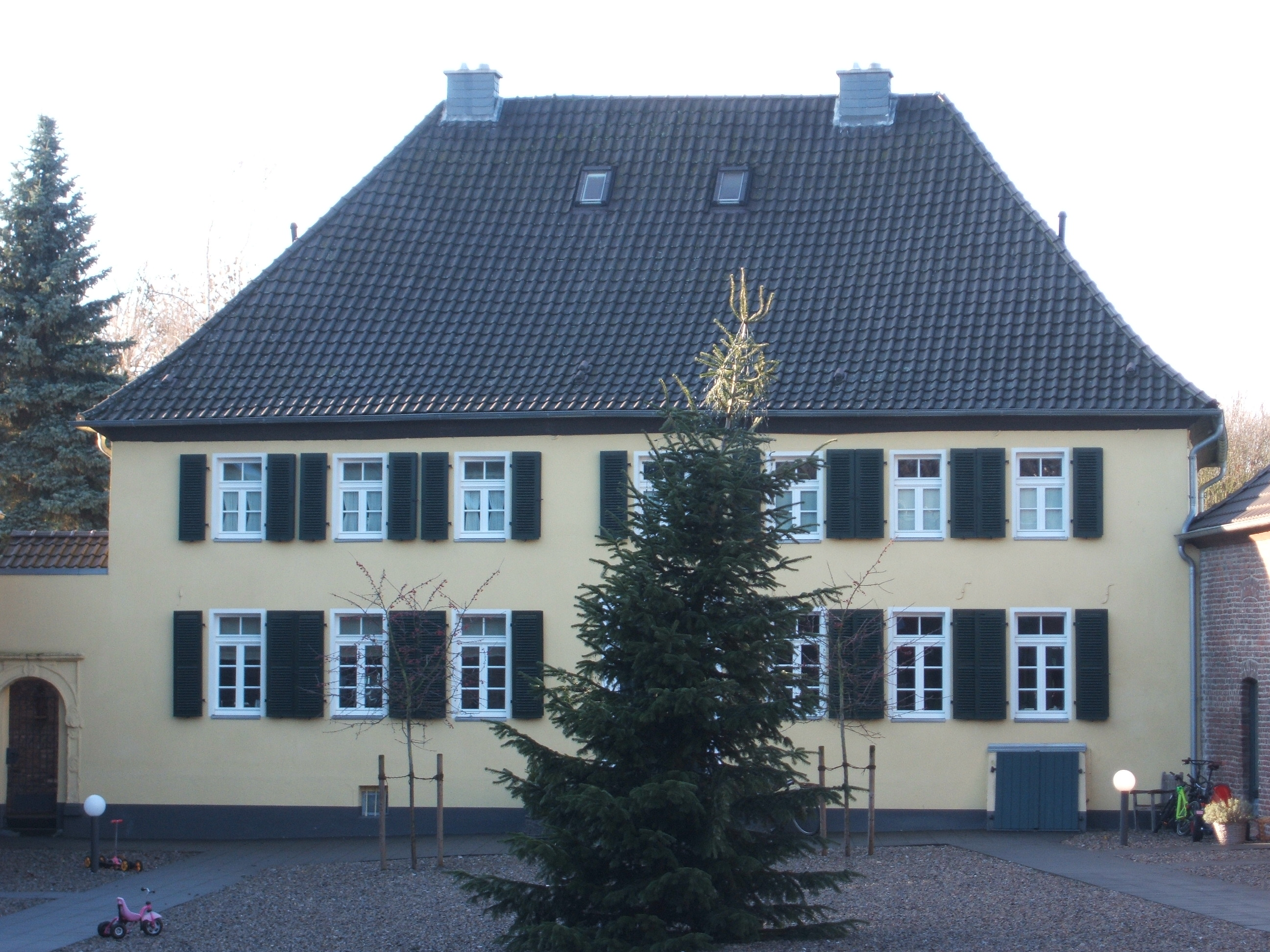
Hof Kaldenberg
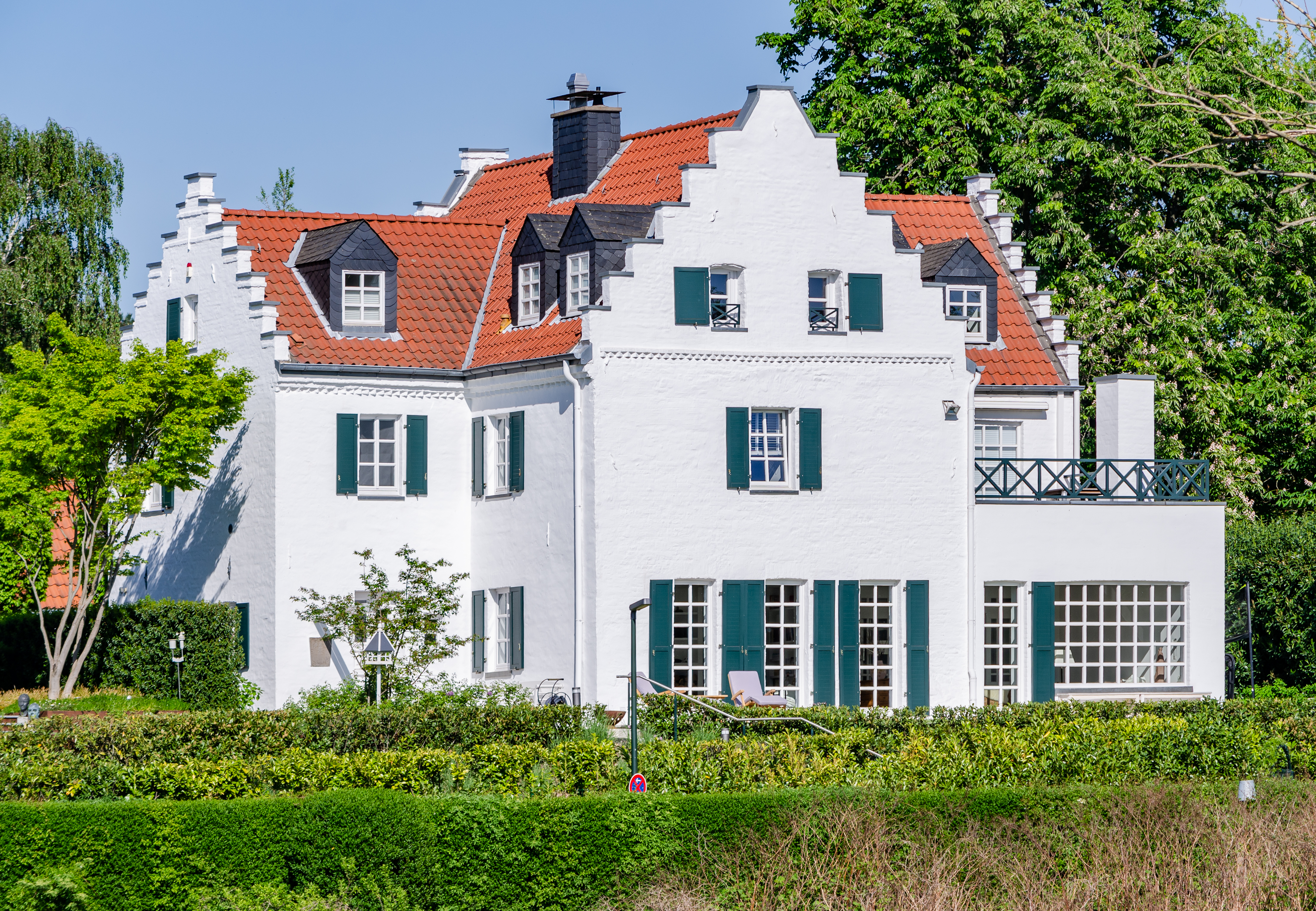
Haus Melbeck
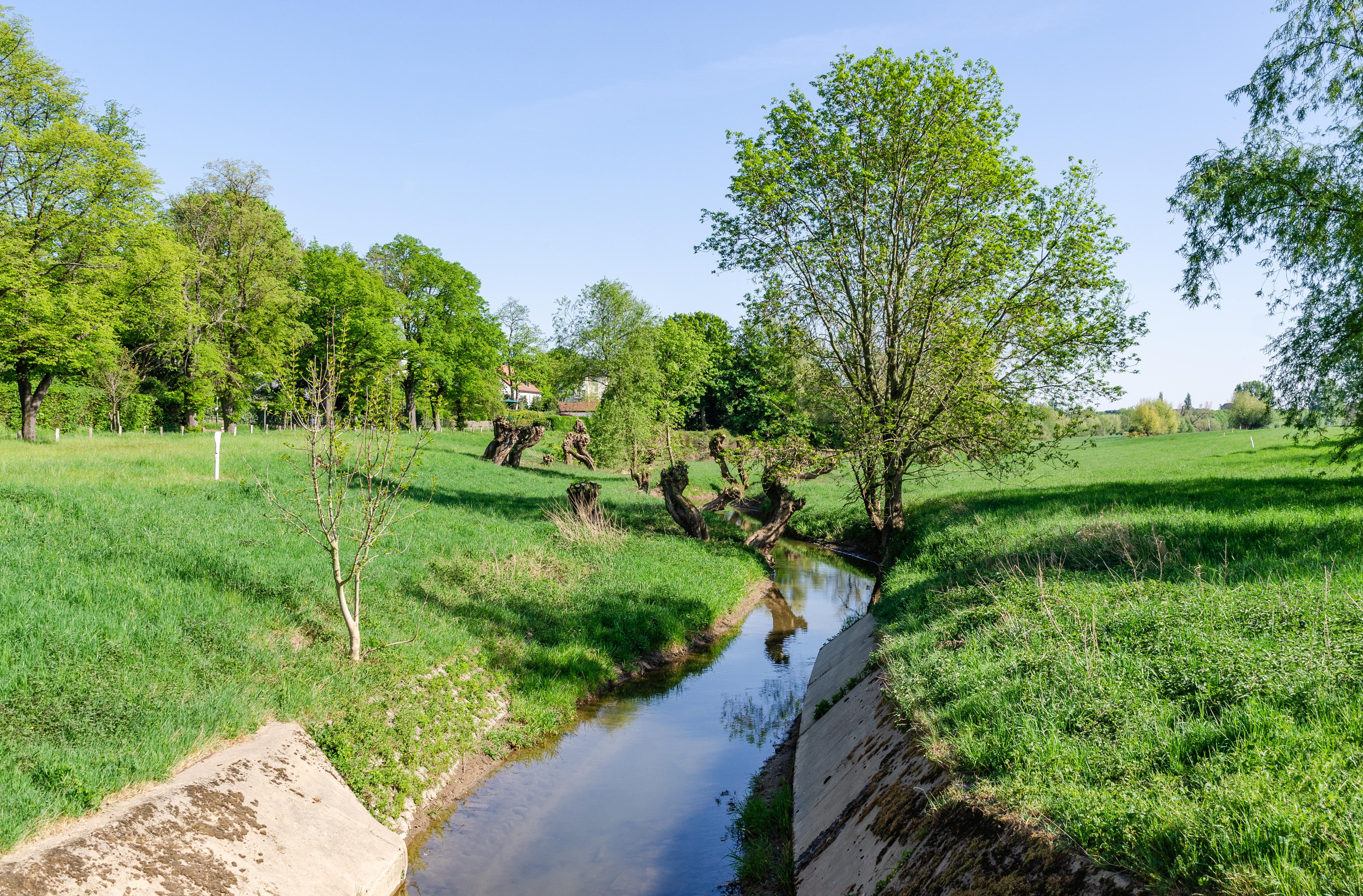
Schwarzbach in der Rheinaue
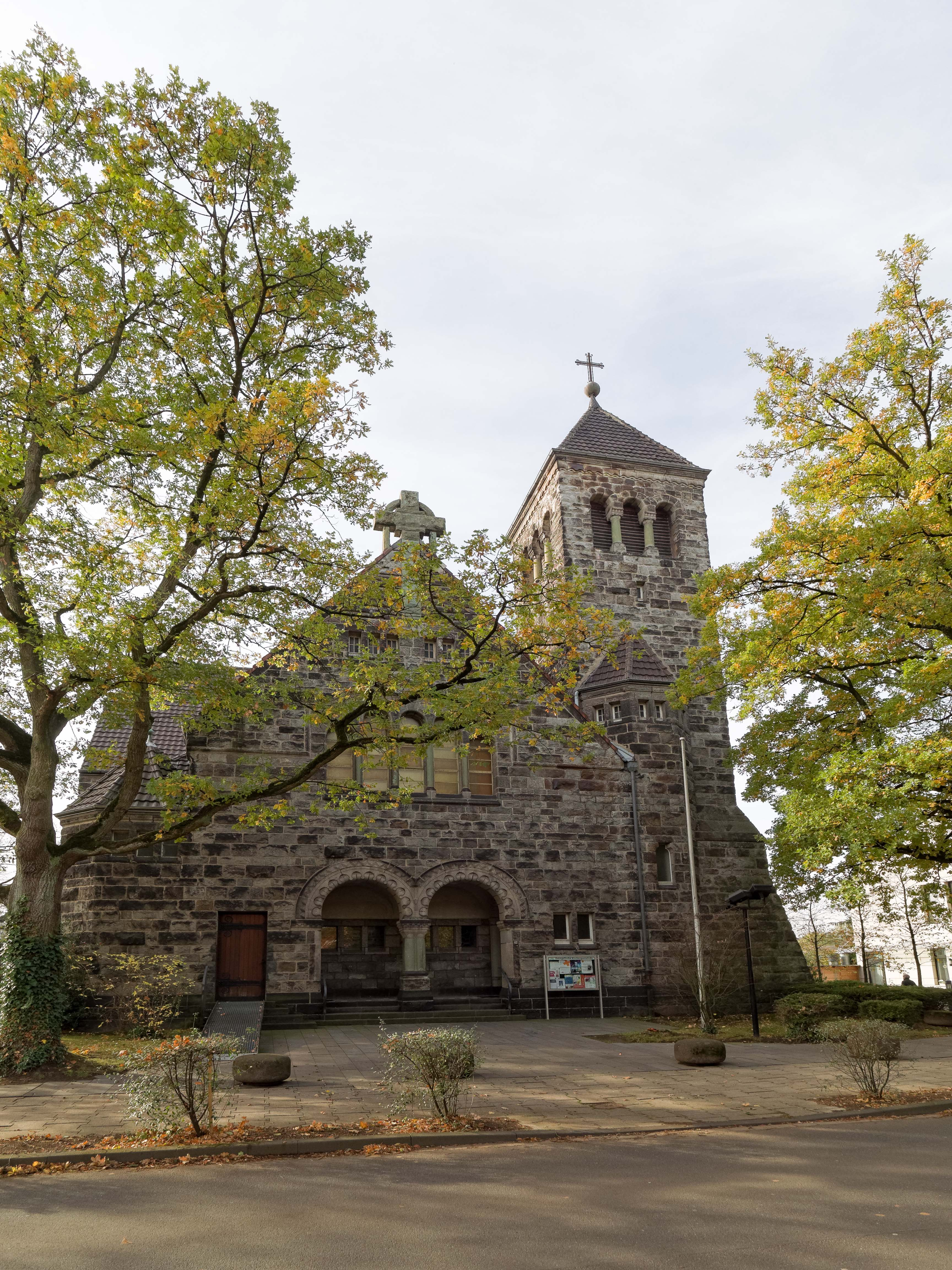
Evangelische Stiftungskirche Einbrungen
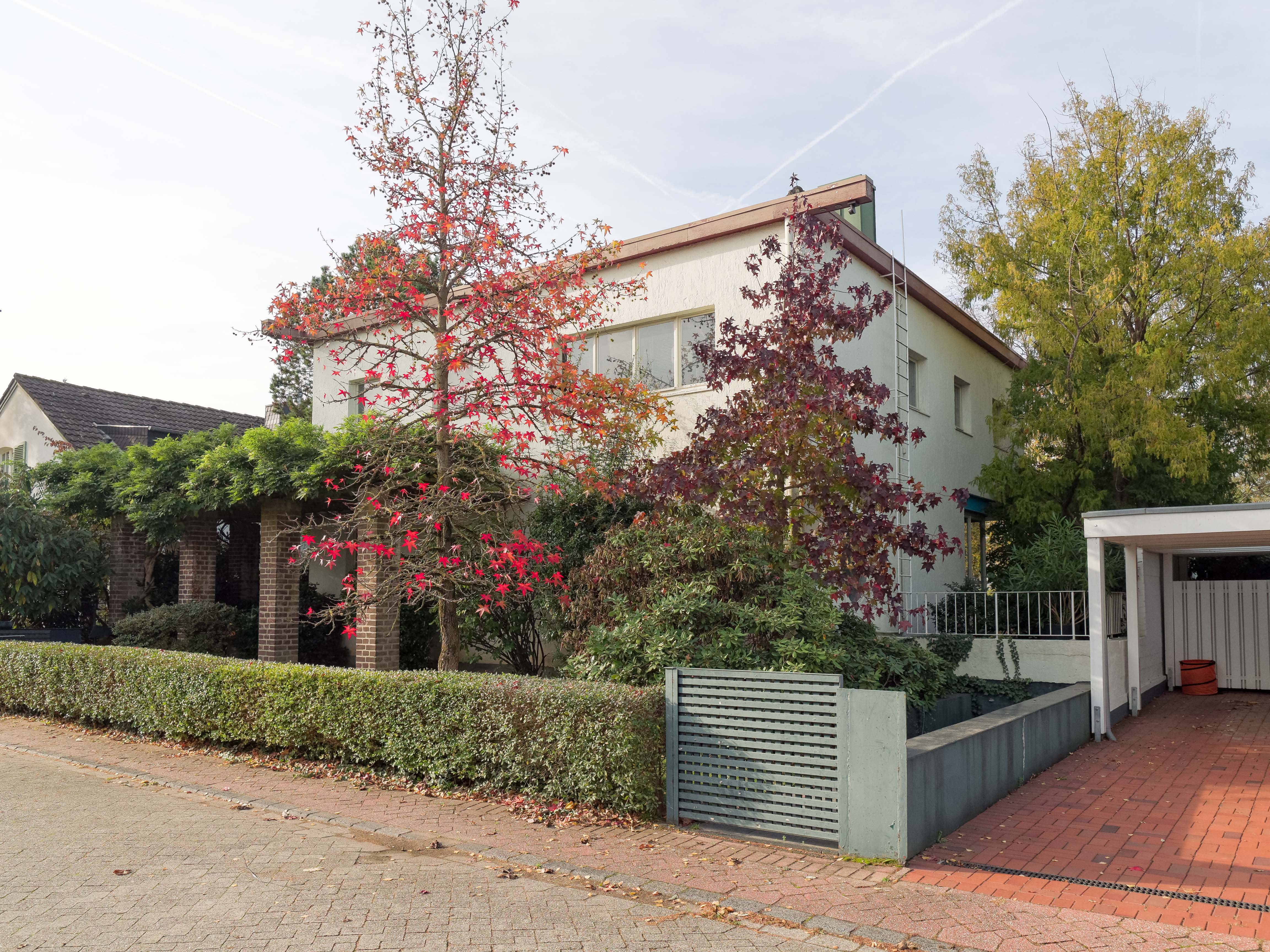
Haus Pfau

## Wappen
Das vom Heraldiker Wolfgang Pagenstecher in den Jahren 1928/29 für die damals neue Großgemeinde Wittlaer geschaffene und am 16. Februar 1938 offiziell verliehene, historische Gemeindewappen ist über blauem Wellenschildfuß gespalten und zeigt vorne in Silber einen goldgekrönten und goldbewehrten roten Hahn (der Grafen von Spee), hinten in Gold einen schwarzen Maueranker (der Fürsten von Hatzfeld).
Der Wellenschildfuß repräsentiert den an Wittlaer angrenzenden Rhein. Der Spee’sche Hahn steht für das im damaligen Gemeindegebiet gelegene, zum Spee’schen Grundbesitz gehörende Schloss Heltorf, der Hatzfeld’sche Maueranker für das Schloss Kalkum, Eigentum der Herren von Hatzfeld.

## Leben
Wittlaer zeichnet sich durch seine ausgezeichnete Lage und sein ausgeprägtes Dorfleben aus. Zahlreiche Vereine (wie TV Kalkum-Wittlaer, St.-Sebastianus-Bruderschaft, Freiwillige Feuerwehr, kirchliche Organisationen) organisieren eine Gemeinschaft. Auch wenn Wittlaer etwas abgelegen vom Düsseldorfer Zentrum liegt, kann man dieses dank guter Bahn- und Busverbindungen, innerhalb von etwa 30 Minuten, erreichen. Doch auch in Wittlaer selbst finden sich Sehenswürdigkeiten, einige Restaurants und Gaststätten.

### Schützenfest
Ein wichtiger Teil des gesellschaftlichen Lebens in Düsseldorf-Wittlaer ist das jährlich stattfindende Schützenfest auf dem Schützenplatz des Stadtteils. Das Schützen- und Heimatfest wird von der St.-Sebastianus-Bruderschaft, die bereits 1431 gegründet wurde, organisiert.

## Ortsteile

### Bockum
Geografische Lage: 51° 20′ N, 6° 44′ O

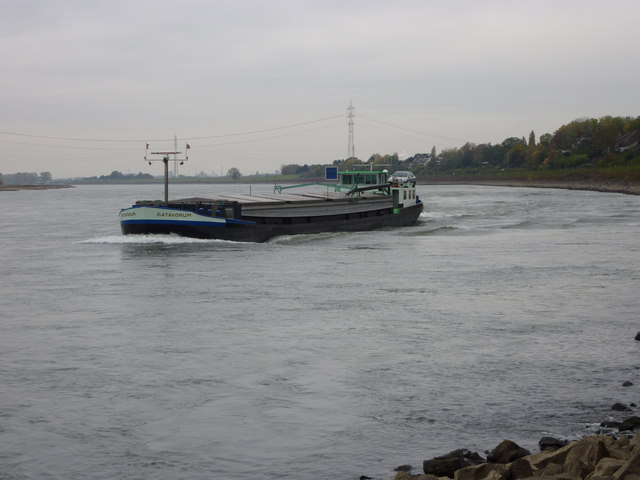
Der Rhein auf Höhe von Bockum

Der nördlich des Grenzwegs gelegene Teil Wittlaers ist der Ort „Bockum“, der heute mit Wittlaer zusammengewachsen ist. Bockum liegt unmittelbar am Rhein bei Stromkilometer 761. Es feierte am 25. September 2010 sein 700-jähriges Bestehen. Bockum war in der Vergangenheit eine Bauern- und Fischersiedlung. Bockum ist ein reiner Wohnvorort mit Villenbebauung und gehört aufgrund seiner gefragten Rheinlage und ländlichen Prägung mit einigen Bauernhöfen zu den teuersten und exklusivsten Wohnlagen Düsseldorfs. Schon in den 1950er Jahren wohnte der ehemalige Bundespräsident Richard von Weizsäcker hier am Rhein. In Bockum befindet sich das Wasserwerk II mit historischen Gebäuden, das ursprünglich das gesamte Gebiet des heutigen Düsseldorfer Nordens mit Wasser versorgte. Nördlich schließen sich die Reste des alten Bauern- und Fischerdörfchens Rheinheim an.
Siehe Bockum (Düsseldorf).

### Einbrungen
Geografische Lage: 51° 19′ N, 6° 45′ O

Auf der südöstlichen Seite des Stadtteils entstand von Ende der 1980er Jahre bis 2006 trotz heftiger Proteste der alteingesessenen Wittlaerer das letzte größere Neubaugebiet Einbrungen von Düsseldorf. Dieses Gebiet ist eine Mischung aus Einfamilienhäusern, Eigentumswohnungen, frei vermieteten Wohnungen und sozialem Wohnungsbau. Häuser in Einfachbauweise und Sozialwohnungen in mehrgeschossigen Gebäuden empörten die Alteingesessenen. Zudem zogen nach Einbrungen so viele Menschen, wie bereits in Wittlaer wohnten.
Dort, wo vor einigen Jahren neben wenigen Wohnhäusern, einer evangelischen Kirche und der Graf-Recke-Stiftung lediglich Landwirtschaft betrieben wurde, ist inzwischen ein großes Neubaugebiet entstanden. Neben der neu gebauten Station der U-Bahn-Linie U79 haben sich auch ein Altenheim, zwei Bäckereien, ein Masseur, verschiedene Ärzte, zwei Kindergärten und ein Supermarkt in Einbrungen angesiedelt, so dass eine gute Infrastruktur vorhanden ist. Seit einigen Jahren ist das Gebiet nordwestlich der U-Bahn-Linie bebaut worden. Es trägt den Namen Kehrbesen. Dort sind viele Einfamilienhäuser und Wohnungen entstanden. Zudem findet sich dort die beliebte Jugendfreizeiteinrichtung Nordkap sowie ein Kindergarten.
Einbrungen ist seit dem 9. Jahrhundert besiedelt. Der Name leitet sich von „Einbrunger“ ab, einer Familie, die hier siedelte. Historische Bedeutung hat vor allem die ehemalige Papiermühle am Schwarzbach in Einbrungen, die heute als Wohnhaus und Atelier etlicher Künstler dient. Die Wassermühle wurde schon 1265 urkundlich erwähnt, und ihre Vorgängerin dürfte um 900 herum unter König Arnulf zum Königshof gehört haben. Die ursprüngliche Besiedlung lag südlich der Einbrunger Straße vom Hof Kaldenberg bis nach Kalkum.

### Froschenteich

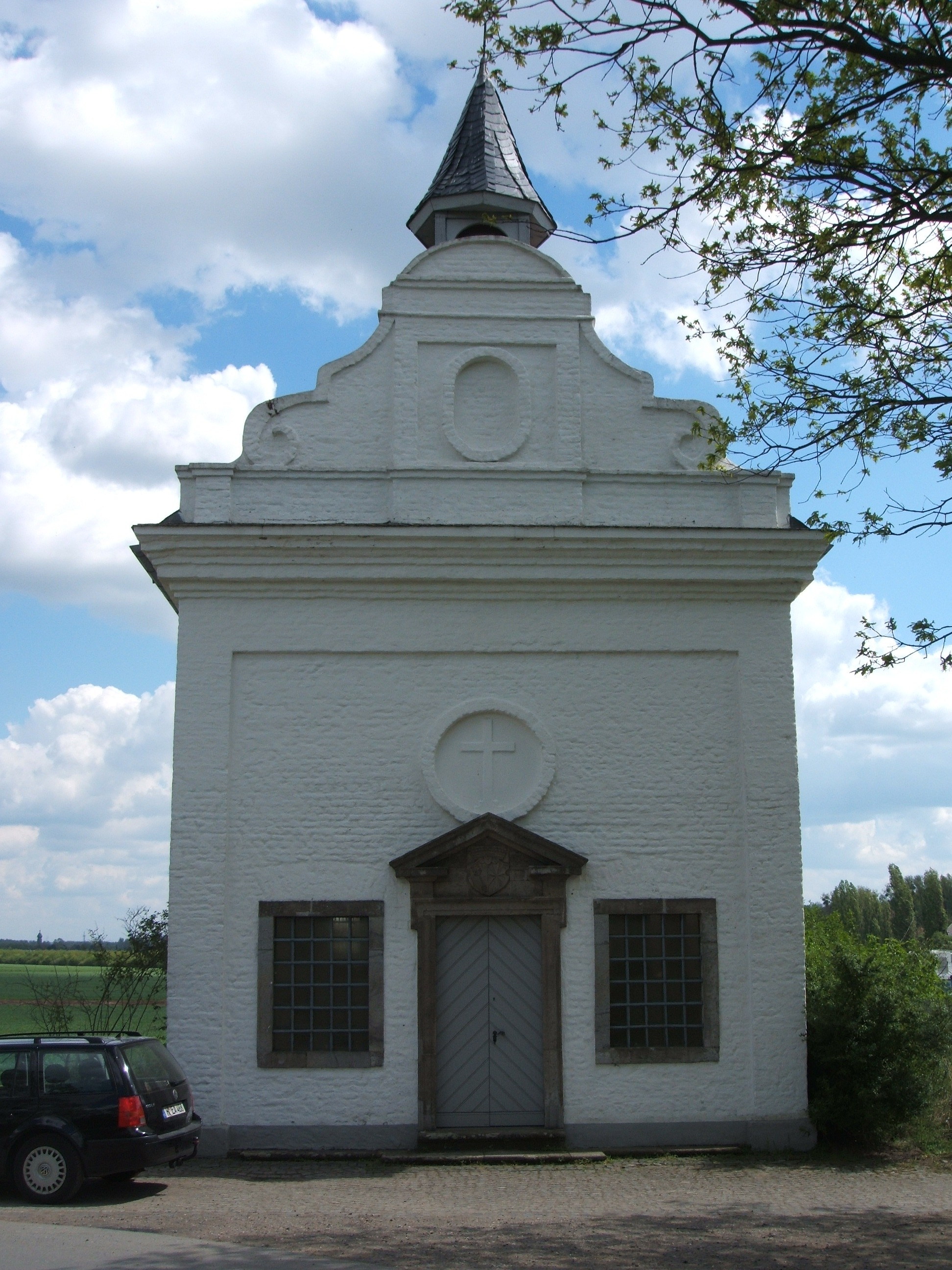
Hubertuskapelle der Pfarrei St. Remigius

Froschenteich liegt im Norden von Wittlaer an der Grenze zum Duisburger Stadtteil Huckingen. Es liegt an der B 8 und hat eine eigene Haltestelle der U79, der sog. D-Bahn. Hier befindet sich der Eingang zum Waldgebiet Dicken Busch, das zugleich Park des Schlosses Heltorf ist. Froschenteich ist geprägt von den umliegenden Feldern und dem Reitsport. Es existieren mehrere kleine Bauernhöfe mit Hofverkauf sowie eine Gaststätte. Anwohner fürchten, dieses Naherholungsgebiet durch die zukünftige Einrichtung eines weiteren großen Neubaugebiets im Düsseldorfer Norden, vergleichbar mit Einbrungen, zu verlieren.

## Bildung
In Wittlaer gibt es mehrere Kindergärten. Außerdem verfügt der Stadtteil auch über eine Grundschule, die städtisch-katholische Franz-Vaahsen-Schule. Weiterführende Schulen finden sich in den benachbarten Stadtteilen Kaiserswerth bzw. in Düsseldorf-Stockum.